# Jynx Maze
Jynx Maze (ur. 6 października 1990 na Long Beach) – amerykańska aktorka pornograficzna. 
Kiedy była tancerką wybrała dla siebie unikalny pseudonim „Jynx” i nazwisko „Maze” (labirynt), zasugerowane przez jej przyjaciela. Uważana przez wielu za „królową seksu analnego” (Anal Sex Queen).

## Życiorys

### Wczesne lata
Urodziła się i dorastała na Long Beach w Kalifornii. Jej rodzina była pochodzenia peruwiańskiego, irlandzkiego i szkockiego. W dzieciństwie interesowała się sportem, w tym piłką nożną i biegiem lekkoatletycznym. Opanowała płynnie język angielski i hiszpański. Zainteresowała się pracą w branży pornograficznej w wieku 16 lat, a wkrótce po ukończeniu szkoły średniej zaczęła pracować jako striptizerka w Chico. 

### Kariera
W wieku 19 lat, po rozmowie z kilkoma osobami w branży porno, zaczęła ubiegać się o casting na stronach internetowych porno i otrzymała propozycję pierwszej sceny solo Public Disgrace z Kink.com. W 2010 zadebiutowała przed kamerą w filmie pornograficznym Hustler Video Barely Legal 112 z Billem Baileyem. Potem występowała w produkcjach Brazzers, Evil Angel, Elegant Angel, Lethal Hardcore, Naughty America, Tom Byron Pictures, Jules Jordan, Red Light District i Digital Playground. Stała się znana z występów w licznych scenach seksu analnego. Jej ulubioną pozycją jest pozycja tylna i sceny podwójnej penetracji z takimi wykonawcami, jak James Deen, Manuel Ferrara i Voodoo. W przeciwieństwie do większości dziewczyn w branży, nie brała udziału w scenach z dziewczynami, ponieważ nie uważa się za biseksualistkę.
Podczas targów AVN Adult Entertainment Expo 2011 obsługiwała stoisko firmy Evil Angel. Trafiła też na okładki magazynów „Hustler” (2012) i „Club Chicas” (2014). Była wielokrotnie nominowana do nagród branżowych, w tym XBIZ Award i AVN Award. 
14 czerwca 2017 w Los Angeles wzięła udział w serii Casting X Pierre’a Woodmana.

## Nagrody i nominacje
| Rok  | Nagroda          | Kategoria                                                    | Film                                          | Inni wykonawcy                | Rezultat  |
| ---- | ---------------- | ------------------------------------------------------------ | --------------------------------------------- | ----------------------------- | --------- |
| 2010 | CAVR Award       | Gwiazdka roku                                                | –                                             | –                             | Nominacja |
| 2011 | XBIZ Award       | Nowa gwiazdka roku                                           | –                                             | –                             | Nominacja |
| 2012 | AVN Award        | Najlepsza scena seksu analnego                               | Slutty & Sluttier 13 (2010)                   | Toni Ribas                    | Nominacja |
| 2012 | AVN Award        | Najlepsza nowa gwiazdka                                      | –                                             | –                             | Nominacja |
| 2012 | AVN Award        | Najlepsza scena seksu triolizmu (chłopak/chłopak/dziewczyna) | Sex Appeal (2010)                             | Toni Ribas i Mick Blue        | Nominacja |
| 2012 | AVN Award        | Najlepsza złośnica                                           | Big Wet Asses 18 (2010)                       | –                             | Nominacja |
| 2012 | AVN Award        | Najlepsza scena seksu podwójnej penetracji                   | Anal Fanatic 2 (2011)                         | Erik Everhard i Steve Holmes  | Nominacja |
| 2012 | XRCO Award       | Kremowy sen                                                  | –                                             | –                             | Nominacja |
| 2012 | Urban X Award    | Najlepsza scena seksu triolizmu                              | Jynx Maze Is a Sex Addict (2011)              | London Keyes i Manuel Ferrara | Nominacja |
| 2013 | AVN Award        | Najlepsza złośnica                                           | Slutty & Sluttier 15 (2011)                   | –                             | Nominacja |
| 2013 | XBiz Award       | Najlepsza scena seksu                                        | This Is Why I’m Hot 2: Rising Starlets (2011) | Jordan Ash                    | Nominacja |
| 2015 | AVN Award        | Nagroda fanów: Najgorętszy tyłek                             | –                                             | –                             | Nominacja |
| 2015 | NightMoves Award | Najlepszy tyłek                                              | –                                             | –                             | Nominacja |
| 2016 | AVN Award        | Nagroda fanów: Najbardziej epicki tyłek                      | –                                             | –                             | Nominacja |
| 2017 | NightMoves Award | Najlepsza gwiazda tańca filmu fabularnego                    | –                                             | –                             | Nominacja |
| 2017 | NightMoves Award | Najlepszy tyłek                                              | –                                             | –                             | Nominacja |
| 2020 | Pornhub Award    | Backdoor Beauty: najlepsza aktorka analna                    | –                                             | –                             | Nominacja |